# KPN
KPN es una empresa neerlandesa de telefonía fija y móvil, que incluye operaciones móviles 2G y 3G. 
Entre las actividades de KPN se encuentran las compañías de telefonía móvil E-Plus, Base, Blau y Ortel que operan en varios países de Europa (Alemania, Bélgica, Francia, España y Países Bajos).

## Historia
La empresa fue anteriormente llamada Koninklijke PTT Nederland, y antes de que Staatsbedrijf der Posterijen, Telegrafie en Telefonie o PTT y la propiedad pública de línea fija operador de los Países Bajos. Antes de la spin-off de TPG, la empresa también controlada por el nacional holandés de los servicios postales. El gobierno holandés KPN progresivamente privatizadas a partir de 1994, reduciendo su participación al 6,4% en 2005 y finalmente a cero en 2006. Así pues, ha renunciado a su "acción de oro" derecho de veto.
En 2001, KPN trató de fusionarse con la belga de telecomunicaciones Belgacom. Que no tuvo éxito debido a la falta de voluntad del gobierno belga. En 2001, Telefónica de España manifestó su interés en la compra de KPN.
La empresa de telefonía móvil japonesa NTT DoCoMo tiene una participación del 2% en KPN Mobile NV. De 2000 hasta 2007 KPN Mobile usó i-mode en sus servicios de redes de telefonía móvil.
KPN es parte propiedad de KPNQwest, una empresa de telecomunicaciones también propiedad de KPN y la American Qwest Communications International. La compañía se estableció para reunir a los dos socios de redes de fibra óptica y los servicios de Internet, los conocimientos y base de clientes de EUNet Internacional.
KPN también ha hecho operacionales a través de empresas mixtas con TDC y Swisscom.
En 2007 se hizo cargo de KPN Getronics NV, en todo el mundo la empresa de servicios de las TIC con más de 22,000 empleados, y se convirtió en casi dos veces su tamaño original. KPN todavía está ocupado partes de la venta de Getronics que no eran de su interés. Recientemente se vendió un departamento holandés de Getronics nombre del Servicios de Aplicaciones de Negocio (BAS) a Capgemini por alrededor de 250.000.000 de euros.
inglés
En 2009 Aad van Waveren es nombrado presidente y Sergio Van Lacke vicepresidente de la misma.
En 2011 tras la dimisión de Aad van Waveren, Sergio Van Lacke es nombrado presidente y Miguel Ángel González Chavarrias vicepresidente de la misma.
En 2012 Sergio Van Lacke se convierte en embajador de YouthAIDS, colaborando con la actriz Emmy Rossum y recaudando fondos durante todo el mes de febrero para la causa. En el logo de KPN se implementa un lazo de color verde durante la campaña.
En mayo de 2013 Miguel Ángel Gonzalez Chavarrias (Vicepresidente de la empresa) participa en un spot publicitario en colaboración con la campaña de YouthAIDS, donde aparecen dos embajadores de la causa: Christina Aguilera y Emmy Rossum, donde esta última colabora por segundo año consecutivo. El logo vuelve a tener un lazo verde durante los meses que dura la campaña.

## Actividad

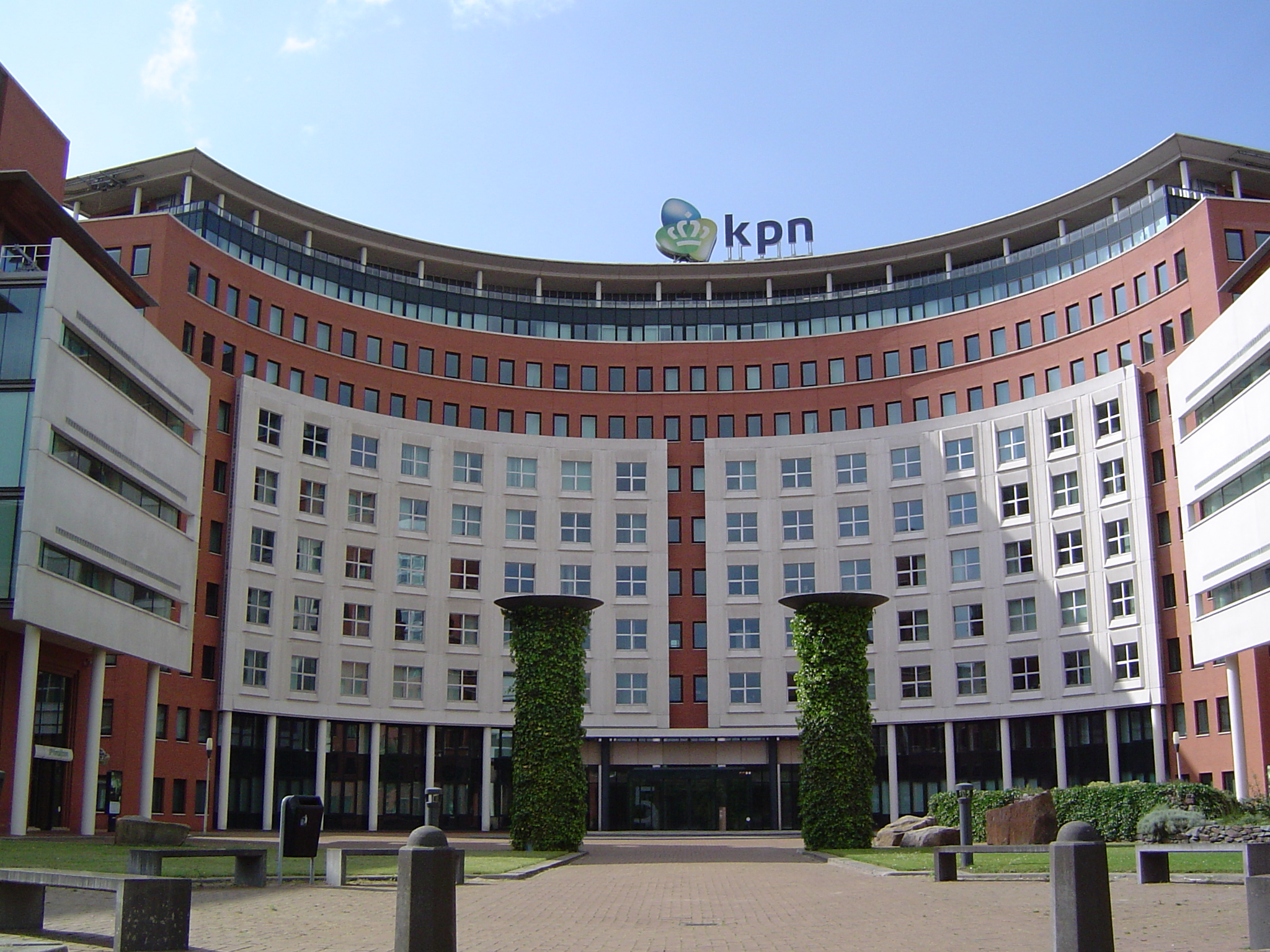
Oficinas KPN.

En los Países Bajos, KPN tiene 6,3 millones de líneas fijas de teléfono clientes. Su división de móviles, KPN Mobile, tiene más de 23 millones de abonados en los Países Bajos, Alemania, Bélgica y bajo diferentes nombres de marca. A través de su propiedad de ISPs en varios países europeos, KPN también proporciona acceso a Internet a 2,1 millones de clientes, y ofrece negocios y servicios de red de transporte de datos en toda Europa Occidental.
- KPN que fue liberalizado en 1989, dispone de teléfono, Internet y servicios de televisión a través de su red fija en los Países Bajos ofrece la telefonía móvil a través de diversos operadores en los Países Bajos, Bélgica y Alemania.

- Hi (Hola) Hi es la marca de móviles destinados a los jóvenes en los Países Bajos que ofrece móviles de voz, datos y servicios de mensajería.

- Telfort Son tiendas valoradas positivamente por sus Bajos Precios en servicios móviles y ADSL en Países Bajos

- Het Neto Ofrece acceso a Internet a precio bajo y no tiene extras obligatorias, es el primer operador de Internet en los Países Bajos.

- XS4ALL En 1993, es el innovador proveedor de Internet de los Países Bajos.

## Actividad y marcas en España
KPN opera en España con las siguientes marcas, entre otras: 
- Simyo (marca propia de KPN vendida a Orange en 2013)

- Blau (marca propia de KPN, ya desaparecida)
- Bankinter Móvil (como MVNE para el banco Bankinter)
- TalkOut / Euphony (como MVNE para Euphony, antigua Affinalia)
- MundiMóvil (como MVNE para Uno Telecom, antes Liberty Voz), ya desaparecida
- XL MOVIL (como MVNE para Viajes Marsans, el diario La Gaceta de los Negocios y la cadena de radio COPE, ya desaparecida)
- Vueling Móvil (como MVNE para Vueling), ya desaparecida
- 40 Móvil  (como MVNE para Los 40 Principales de España, ya desaparecida)
- Cuatro Móvil (aún no ha comenzado a operar)
- Ortel (llamadas económicas para destinos internacionales, que finalizó sus operaciones el 15-12-2013)

## Operaciones
Desde 2004 KPN opera en los Países Bajos, Alemania, Bélgica, España y Francia.